# Runaway Bay (Texas)
Runaway Bay is een plaats (city) in de Amerikaanse staat Texas, en valt bestuurlijk gezien onder Wise County.

## Demografie
Bij de volkstelling in 2000 werd het aantal inwoners vastgesteld op 1104.
In 2006 is het aantal inwoners door het United States Census Bureau geschat op 1369, een stijging van 265 (24.0%).

## Geografie
Volgens het United States Census Bureau beslaat de plaats een oppervlakte van
16,9 km², waarvan 6,0 km² land en 10,9 km² water.

## Plaatsen in de nabije omgeving
De onderstaande figuur toont nabijgelegen plaatsen in een straal van 28 km rond Runaway Bay.